# Насер-Кіяде-Міян-Махале
Насер-Кіяде-Міян-Махале (перс. ناصركياده ميان محله) — село в Ірані, у дегестані Шірджу-Пошт, у бахші Рудбоне, шагрестані Ляхіджан остану Ґілян. За даними перепису 2006 року, його населення становило 226 осіб, що проживали у складі 68 сімей.

## Клімат
Середня річна температура становить 14,80 °C, середня максимальна – 28,45 °C, а середня мінімальна – 0,74 °C. Середня річна кількість опадів – 1155 мм.
| Клімат поселення                              | Клімат поселення | Клімат поселення | Клімат поселення | Клімат поселення | Клімат поселення | Клімат поселення | Клімат поселення | Клімат поселення | Клімат поселення | Клімат поселення | Клімат поселення | Клімат поселення | Клімат поселення |
| Показник                                      | Січ.             | Лют.             | Бер.             | Квіт.            | Трав.            | Черв.            | Лип.             | Серп.            | Вер.             | Жовт.            | Лист.            | Груд.            |                  |
| Середній максимум, °C                         | 9,65             | 9,72             | 12,23            | 17,55            | 21,82            | 25,91            | 28,45            | 28,18            | 25,26            | 20,78            | 16,00            | 11,79            |                  |
| Середня температура, °C                       | 5,20             | 5,30             | 7,79             | 13,10            | 17,35            | 21,48            | 24,62            | 24,37            | 21,43            | 16,98            | 12,18            | 7,96             |                  |
| Середній мінімум, °C                          | 0,74             | 0,82             | 3,32             | 8,64             | 12,90            | 17,01            | 20,80            | 20,53            | 17,60            | 13,14            | 8,34             | 4,12             |                  |
| Норма опадів, мм                              | 104              | 88               | 83               | 42               | 44               | 33               | 32               | 61               | 139              | 225              | 173              | 131              |                  |
| Середньомісячна швидкість вітру, м/с          | 2.42             | 2.50             | 2.50             | 2.50             | 2.46             | 2.70             | 2.60             | 2.34             | 2.20             | 2.17             | 2.10             | 2.20             |                  |
| Середньомісячна сонячна радіація, кДж/м²·день | 7043             | 9051             | 10992            | 15416            | 19754            | 21796            | 22290            | 18624            | 15101            | 10650            | 8530             | 6644             |                  |
| --------------------------------------------- | ---------------- | ---------------- | ---------------- | ---------------- | ---------------- | ---------------- | ---------------- | ---------------- | ---------------- | ---------------- | ---------------- | ---------------- | ---------------- |
| Джерело:                                      |                  |                  |                  |                  |                  |                  |                  |                  |                  |                  |                  |                  |                  |